# Фанау
Фанау (англ. whānau, Маорі вимова: [ˈfaːnaʉ], у мові маорі є дієсловом зі значенням «народитися» — маорійська велика родина, суспільно-політична одиниця новозеландського народу маорі. Кілька фанау складали хапу (клан). Слово «фанау» нерідко використовується і в новозеландській англійській мові для позначення великої патріархальної родини (в тому числі і в офіційних новозеландських виданнях). particularly in official publications.
Фанау являє собою три-чотири покоління однієї родини, які мешкають спільно.
Фанау є елементарною одиницею етнічної ієрархії маорі. Фанау єднаються в хапу (клани), які в свою чергу об'єднуються в іві (племена).
Фанау були економічно самодостатніми, мали власні присадибні ділянки, місця для полювання й риболовлі. Великі фанау мали власні будинки у Па.